# 古海洋學
古海洋學（英語：Paleoceanography）
是研究過去地質時代的海洋歷史，包括循環、化學、生物學、地質學和沈積模式以及生物生產力。古海洋學研究使科學界能夠利用環境模型和不同指標物證，重建過去不同時間的古氣候，並評估海洋系統對全球氣候中的影響。 古海洋學研究也與古氣候學密切相關。
古海洋學利用間接方法來推斷有關海洋過去狀態和演變的信息。 例如地球化學間接方法包括長鏈有機分子（例如烯酮）、穩定和放射性同位素以及稀有金屬。  此外，沉積物岩心也很有用。 古海洋學領域與沈積學和古生物學密切相關。

#### 海水表面溫度
海水表面溫度 (SST) 記錄可以從深海沉積物岩心中提取，使用氧同位素比和鎂與鈣的比例 (Mg/Ca)。提取這些資料可從浮游生物貝殼分泌物中、長鏈有機分子（如烯酮）、 靠近海面的熱帶珊瑚，以及來自軟體動物的貝殼 。
氧同位素比 (δ18O)，因受海水溫度而異，故可用於重建海水表面溫度。若與海水處於熱力學平衡狀態，浮游生物在建造它們的外殼時會吸收氧氣，若在溫暖的水域中形成時，它們的 δ18O 含量會減少。 當這些貝殼沉澱時，會形成海底沉積物，其 δ18O 可用於推斷過去的海水表面溫度. 然而，海水中氧同位素比率也受其他因素影響。列如大陸冰蓋中的冰也可能會影響海水δ18O。大陸冰蓋中的淡水其 δ18O 值較低。因此在冰期，海水 δ18O 升高，在此期間形成的方解石外殼具有較大的 δ18O 值.
在 CaCO3 殼中用鎂代替鈣可以代替形成殼的海水表面溫度。除了溫度之外，Mg/Ca 比還受其他幾個影響因素，例如生命效應、外殼清潔、死後和沈積後溶解效應等。 目前Mg/Ca 比率已成功量化了在末次冰期期間所發生熱帶冷卻。
烯酮是由藻類光合作用產生的長鏈、複雜的有機分子。它們對溫度敏感，而且可以從海洋沉積物中提取。使用烯酮可代表海水表面溫度和藻類之間更直接的關係，無需了解 在研究CaCO3中所需的生物和物理-化學熱力學關係。使用烯酮的另一個優點是它是光合作用的產物，需要在表層的陽光下形成。因此，它可以更能代表海水表面溫度。

#### 底水溫度
推斷深海溫度歷史最常用的替代指標是底棲有孔蟲和介形蟲中的 Mg/Ca 比率。由 Mg/Ca 比率推斷的溫度已經證實，在晚更新世冰期期間，深海的冷卻溫度差高達 3 °C。 一項值得注意的研究是 Lear [2002]等人的研究。他們在 9 個地點校準底部水溫與 Mg/Ca 比率公式，涵蓋各種深度和多達 6 種不同底棲有孔蟲（取決於位置）的樣本 。發現底部水溫和Mg/Ca 比率關係是一個指數方程。 其中 Mg/Ca 是底棲有孔蟲中的 Mg/Ca 比值，BWT 是底水溫度 。

#### 沉積物記錄
沉積物記錄可以告訴我們很多關於我們過去的資料，並有助於對未來做出推斷。古海洋學領域的研究可以追溯到 1930 年代或更早。 目前使用沉積物岩心掃描方法，可以實施分割時間的重建研究。類似於在南極的冰芯記錄中進行的研究。 古生物體的相對豐度可利用一定時間間斷内。使用古生產力方法（例如測量總矽藻豐度）來估計。沉積物記錄也可以提供過去天氣模式和海洋環流的資料，例如 Deschamps 等人。描述了他們對楚科奇-阿拉斯加（Chukchi-Alaskan）和加拿大博福特邊緣（Canadian Beaufort Margins）沉積物記錄的研究。

#### 鹽度
推算斷過去鹽度歷史是一個比較具挑戰性的工作。與氧同位素相比，利用岩芯記錄中的過量氘可以更好地推斷海面鹽度。因為矽藻的相對豐度僅限於某些鹽度範圍内，所以矽藻可以提供半定量的鹽度記錄 。根據資料，過去全球水循環和海洋鹽度平衡有變化，北大西洋鹽分增加，印度洋和太平洋的亞熱帶鹽分減少。 .  隨著海水循環的變化，鹽的垂直分佈也發生了變化。  淡水的大量入侵和鹽度的變化也可能導致海冰範圍的減少.

#### 海洋環流
推斷過去的海洋環流及其變化，可利用下列幾種間接證據。它們包括碳同位素比、鎘/鈣 (Cd/Ca) 比、镤/釷同位素（231Pa 和 230Th）、放射性碳活度（δ14C）、釹同位素（143Nd 和 144Nd）和分選在 10 和 63 微米之間的深海沉積物。 [2]碳同位素和鎘/鈣比率的變化，部分是受於海底水化學的影響，而海底水化學受其形成的來源有關  。這些比率也受到複雜化的生物、生態和地球化學作用的影響。

#### 酸度、pH值和鹼度
硼同位素比 (δ11B) 可用於推斷海洋近期和千年時間尺度，酸度、pH 和鹼度的變化，這主要是由大氣中的 CO2 濃度和海洋中的碳酸氫根離子濃度造成的。 在西南太平洋的珊瑚中，發現 δ11B 隨海洋 pH 值的變化而變化，並表明諸如太平洋十年涛动 (PDO) 等氣候變化。亦可以模擬由於大氣 CO2 濃度上升而導致的海洋酸化的影響。 浮游生物殼中的δ11B也可用來推斷過去幾百萬年大氣 CO2 濃度的變化 。